# Paul Moreira
Pour les articles homonymes, voir Moreira.
Paul Moreira est un journaliste, reporter, réalisateur, producteur et écrivain français. Il réalise des films pour différentes chaînes télévisées, puis contribue à la création du Vrai Journal, puis des émissions documentaires 90 Minutes et Lundi Investigation, sur la chaîne Canal+, et en 2009 de Cash investigation sur France 2. Fondateur de l'agence de presse et société de production audio-visuelle Premières Lignes, il est engagé dans la défense de la liberté de la presse, notamment via Reporters sans frontières, dont il est le vice-président à partir de juillet 2015.

## Biographie
Paul Moreira naît au Portugal en 1961, pays qu'il quitte avec ses parents avant ses trois ans.
En 1985, il commence sa carrière de journaliste à Radio France internationale. En 1986, il intègre l'équipe de l'émission Droit de réponse de Michel Polac, sur TF1. À l'arrêt de l'émission en 1987, il rejoint la rédaction de l'hebdomadaire Politis, pour lequel il travaille jusqu'en 1990. En 1991, il réalise son premier documentaire, Le Mouve, sur le mouvement hip-hop, qui est diffusé sur FR3. Il est grand reporter free-lance jusqu'en 1995,.
En 1995, il devient reporter pour différentes agences et chaînes télévisuelles : l'agence CAPA où il réalise des films pour Envoyé spécial sur France 2, M6 (Zone interdite), Canal+. En 1997, il participe à la création de la rédaction du Vrai Journal, l'émission présentée par Karl Zéro sur Canal+, puis en est le rédacteur en chef en 1998,.
En 1999, il quitte CAPA et intègre Canal+ pour créer, sur demande du directeur des programmes Alain De Greef, l'émission 90 Minutes où il est nommé directeur adjoint de l'information.

### Premières Lignes
En 2006, il quitte Canal+ et fonde Premières Lignes Télévision, agence de presse indépendante et société de production. Celle-ci produit des films pour diverses chaînes : Canal+, Arte, France Télévisions. Les documentaires, qui portent souvent sur des zones de conflit (Irak, Afghanistan, Somalie, Palestine, Égypte, Syrie), sont diffusés dans la plupart des pays européens, en Australie, au Japon, au Canada, en Russie. En 2009, Luc Hermann rejoint l’agence et la développe en constituant une équipe de journalistes d’investigation et de réalisateurs indépendants.
En 2020, deux de ses collègues, employés de Premières Lignes sont attaqués à l'arme blanche par un islamiste pakistanais. L'attaque se produit devant ses locaux sis rue Nicolas-Appert, à l'ancienne adresse du journal Charlie Hebdo.

## Carrière dans le documentaire
En 1999, Paul Moreira crée le magazine 90 Minutes sur Canal+. En 2003, il crée une case hebdomadaire consacrée au documentaire d’enquête avec Émilie Raffoul-Rouleau, Lundi Investigation.
En 2002, Moreira et Philippe Lobjois diffusent une enquête sur un réseau de trafic d'armes entre la Croatie et la France. Il est dirigé par Claude Hermant, un militant d'extrême droite du nord de la France. La police et la justice ne donneront pas suite à ces révélations. 13 ans plus tard, c'est le même réseau, dirigé par Claude Hermant qui vend des armes à Amedy Coulibaly, le tueur de l'État islamique, responsable de l'attaque contre l'Hyper-marché Casher, le 9 janvier 2015.

### 2004: Révélations sur les affrontements en Côte d'Ivoire
En novembre 2004, deux enquêtes sur la reprise de la crise politico-militaire en Côte d'Ivoire, Côte d'Ivoire : le crépuscule des Français et Côte d'Ivoire : quatre jours de feu, suscitent des controverses sur l'intervention de l'armée française durant les journées du 6 au 10 novembre, durant lesquelles des manifestations antifrançaises furent réprimées par les militaires français. Des images exclusives tournées par l'équipe présente sur place montrent que l'armée a ouvert le feu sur des civils désarmés qui manifestaient.
En décembre 2004, après que les images de Canal+ forcent le ministère de la Défense à reconnaître la responsabilité de l'armée française dans une « vingtaine de morts » civiles, les groupes parlementaires communistes et socialistes déposent une demande de commission d'enquête parlementaire. En 2017, Jean-Baptiste Rivoire, ancien rédacteur en chef à Canal+, révélera que les deux enquêtes de 90 Minutes sur la répression en Côte d'Ivoire provoqueront un conflit avec la direction, des tentatives de censures, la mise sous contrôle de Paul Moreira puis la fin de l'émission.
En 2006, la direction de Canal+ met fin à l'émission 90 Minutes : ce geste serait issu d'un conflit interne ou d'une pression politique à l'approche de la campagne présidentielle française de 2007, ou d'un amollissement de l'émission par rapport à Lundi Investigation. Une pétition de protestation est aussitôt lancée sur le site du Nouvel Observateur, et recueille 10 000 signatures.

### Collaboration d'Alcatel-Shanghai Bell avec la dictature birmane
En 2010, Paul Moreira part clandestinement au Myanmar (ex-Birmanie). Le pays est dirigé par une junte de généraux qui tient la population sous une surveillance électronique étroite[réf. nécessaire]. Lors d'un reportage en caméra cachée, Moreira révèle que la filiale chinoise d'Alcatel équipe la dictature. La présence dans le pays d'Alcatel était jusqu'alors secrète, et n'apparaissait pas sur leur site internet. À la suite de ces révélations, plusieurs associations comme Reporters sans frontières ou Sherpa interpellent Alcatel dans une lettre ouverte : « S'il ne fait aucun doute au vu des diverses arrestations et condamnations lourdes de bloggeurs que la junte s'adonne d'ores et déjà au contrôle de l'internet, il ne peut être contesté que l'installation de vos techniques permettront un filtrage, une surveillance et une censure plus efficace et plus dure. Nous vous rappelons que, comme vous l'indiquez sur votre propre site internet, vous avez fourni aux autorités chinoises un Lawful Interception Integrated, un système d'interception intégré qui permet l'écoute et la surveillance de toutes les communications électroniques. »

### Cash investigation
En 2011, à l’initiative d’Élise Lucet et de Laurent Richard, l’agence Premières Lignes lance le magazine Cash investigation pour France 2 qui rencontre un succès immédiat et une audience record.[réf. nécessaire]
La même année, Moreira réalise avec Luc Hermann un documentaire d'investigation sur le groupe Wikileaks. Grâce à un accès privilégié à Julian Assange, il peut suivre l'impact considérable des documents sur la guerre en Irak.
Le film est d'abord diffusé sur Arte en format court sous le titre Wikileaks, la guerre contre le secret puis sur La Chaîne parlementaire en format long sous le titre Wikileaks, enquête sur un contre-pouvoir. La version internationale Wikileaks: war, lies and videotape est diffusée dans de nombreux pays[réf. nécessaire].

### Reportage clandestin en Syrie
En novembre 2011, il pénètre clandestinement en Syrie dans la région d'Idlib. Avec le cameraman Pedro Brito da Fonseca, il filme un groupe de l'Armée syrienne libre. Il ramène des images exclusives de manifestations et de combats. Il accompagne un groupe de résistants armés qui font face à l'armée syrienne. Six ans plus tard, il retrouvera Ali, le chef de ce groupe, vaincu par les groupes islamistes, il est réfugié en Turquie. Il en fera un film : La révolution confisquée, sur l'échec des révolutionnaires de la première heure.

### Initiatives et reportages divers
Paul Moreira et Luc Hermann sont aussi à l'initiative de « Liberté d'informer, pour un accès plus libre à l'information », une campagne pour un Freedom of Information Act français. Une pétition, lancée en avril 2003, a recueilli finalement près de 6 000 signatures ; les promoteurs du texte ont également tenu un colloque à l'Assemblée nationale devant des parlementaires, journalistes, avocats et représentants d'associations sur le thème « L’abus de secret administratif, un mal français ». En 2014, Moreira est notamment entendu par la Mission d'information du Sénat concernant la commission d’accès aux documents administratifs, chargée de permettre l'accès à ce genre de documents.
En 2014, à l’initiative de Moreira, le FIGRA et Amnesty International France lancent le premier Prix de l’impact, récompensant un film pour ses effets concrets sur la société civile. Celui-ci est remis au documentaire Escadrons de la mort : l’école française, de Marie-Monique Robin, par le jury présidé par Moreira.
En 2015, Moreira co-dirige avec Fabrice Arfi de Mediapart la publication du collectif Informer n’est pas un délit, paru aux éditions Calmann-Lévy,. L'ouvrage obtient le prix des Assises du journalisme en mars 2016.
Le 20 avril 2015, Canal+ diffuse Danse avec le FN, un documentaire dans lequel Paul Moreira suit pendant un an de nouveaux électeurs du Front national.
Il est nommé en juillet de la même année vice-président de Reporters sans frontières.

#### Ukraine, les masques de la révolution
Avant et après sa diffusion sur Canal+ le 1er février 2016, le film déclenche débats et polémiques. Après avoir été saisi, le Conseil supérieur de l'audiovisuel conclut que « la diversité des points de vue [est] assurée, compte tenu du large choix des intervenants […] en conséquence aucun manquement lié à ce reportage n'a été relevé. » Des journalistes critiquent le film pour l'importance exagérée apportée au rôle joué par l'extrême droite ukrainienne et l'accuse d'omettre l'agression de la Russie avalisant ainsi les thèses russes, ce que Moreira dément dans un droit de réponse,. En revanche, d'autres spécialistes et journalistes considèrent que ces critiques ne sont pas justifiées et que le reportage met l'accent sur un aspect de la situation politique en Ukraine qui est méconnu en France,. La journaliste indépendante Anna Chesanovska, autrice d'un billet du collectif Comité Ukraine accusant le film de détourner les interviews, est condamnée en appel pour diffamation.
Le film reçoit la mention spéciale au prix Europa 2016 de Berlin ainsi que le premier prix des moyen-métrages internationaux au 6e festival du cinéma politique de Buenos Aires.

#### Russie, enquête sur la machine de propagande
En mars 2018, Arte diffuse en prime time une enquête de Paul Moreira : Guerre de l'info : au cœur de la machine russe. Le journaliste établit l’existence de deux rencontres officieuses entre Vladimir Poutine et Marine Le Pen et des révélations sur le financement du Front national par un banquier russe . Pour la première fois, l’homme qui a négocié ces prêts russes, le député européen Jean-Luc Schaffhauser, parle. Paul Moreira expose comment la « machine de propagande » russe s’est mise au service de la campagne de Marine Le Pen en France et est aussi active aux États-Unis et en Allemagne.

### Steve Bannon, le stratège de l'ombre
Le 9 mai 2019, Envoyé spécial diffuse une enquête de Paul Moreira et Édouard Perrin sur Steve Bannon, ancien dirigeant de Cambridge Analytica et conseiller proche de Donald Trump. Celle-ci va déclencher une polémique qui va occuper une partie de la campagne européenne[source insuffisante].
Le film révèle, grâce à une collaboration avec la réalisatrice américaine Alison Klayman, qu'il existe des discussions sur le financement du Rassemblement national (RN) entre Steve Bannon et la direction du RN, notamment Jérôme Rivière et Louis Aliot. Le film suscite une réaction très vive d'un groupe d'hommes politiques français qui demandent une enquête parlementaire sur les liens entre Steve Bannon et le Rassemblement national. Il apparait dans le film que Jérôme Rivière propose à Steve Bannon de participer à des réunions secrètes de hauts fonctionnaires anonymes, proches du Rassemblement national.
Marine Le Pen, dirigeante du RN, nie l'existence de financements venant des États-Unis mais reconnait des discussions. À la suite de la polémique créée, le Conseil supérieur de l'audiovisuel décide d'imputer au Rassemblement national le temps de parole de Steve Bannon pendant la campagne européenne.

### Netflix:World's Most Wanted
En 2020, il réalise pour la plateforme Netflix un portrait de Mayo Zambada, chef du cartel de Sinaloa. Celui-ci s'insère dans une série, World's Most Wanted (en) proposée par Jérôme Fritel et Thomas Zribi. Cette coproduction avec Nova rencontre un succès inattendu aux États-Unis.

## Filmographie
- 2001 : Islamiste-USA : histoire d’une alliance contre nature (Canal+) : enquête sur Ali Mohamed, taupe du Jihad islamique égyptien au sein des forces spéciales américaines est reprise par CNN. Nommé au prix Albert-Londres.
- 2001 : Cambodge : Enquête sur les sous-traitants du textile, avec l'aide de Chea Vichea, syndicaliste qui sera assassiné en janvier 2004.
- 2003 : Dans la jungle de Bagdad (Canal+) : documentaire sur les pillages et le chaos qui s’installent après l’entrée des troupes américaines à Bagdad.
- 2004 : Bagdad : la guerre des bombes (Canal+ : documentaire qui met en lumière une attaque de l'armée américaine contre l'hôpital Habibya de Sadr City.
- 2005 : Après Arafat, le pouvoir des rebelles armés (Canal+) : documentaire qui brosse le portrait de Zakaria Zubeidi, chef des brigades des martyrs d’Al Aqsa de Jénine, alors l’homme le plus recherché de Palestine. Prix du meilleur reportage d'actualité 2005[53] du Club Audiovisuel de Paris.
- 2005 : Dans le secret de la guerre des colonies (Canal+) : documentaire mêlant enquête, décryptage et reportage à chaud sur la question des colonies. Il est diffusé alors que le retrait de Gaza n’est pas encore achevée.
- 2007 : Irak : agonie d’une nation (Canal+) : documentaire sur la guerre des milices à Bagdad et les racines de la guerre civile. Prix du meilleur documentaire d’actualité au festival de télévision de Monte-Carlo[54] et le prix de l'investigation au festival international du grand reportage d'actualité du Touquet-Paris-Plage[55].
- 2007 : Mourir pour la voiture (Canal+) : documentaire sur la place de l’automobile dans la société et son impact sur le réchauffement climatique.
- 2008 : Travailler à en mourir (France 2) : documentaire de 52 minutes sur la souffrance au travail dans les entreprises françaises et du syndrome d'épuisement professionnel[56]. En 2009, Moreira publie avec Hubert Prolongeau un livre au même titre aux éditions Flammarion.
- 2008 : Armes, trafics et raison d'état réalisé avec David André (Arte) : enquête sur le trafic d'armes en République démocratique du Congo. Prix de l'investigation au FIGRA[57].
- 2008 : Pédophilie en Asie : des citoyens contre l’impunité (Canal+) : documentaire au Cambodge sur la lutte contre la pédophilie, et sur une ONG créée par un Français qui emploie des dizaines d’enquêteurs civils dont le travail vient pallier la faiblesse et les manquements de la police et de la justice.
- 2009 : Afghanistan : sur la piste des dollars (Canal+) : enquête sur la corruption et le détournement de l'aide humanitaire en Afghanistan[58]. Diffusé sur Four Corners (en) d'Australian Broadcasting Corporation, NHK (Japon), Russia Today, Al Jazeera, TVE (Espagne), en Finlande, en Hollande… Prix de l'investigation au Figra et sélectionné pour la première édition du Investigative Film Week, à Londres.
- 2009 : Le Travail en miettes (France 5) : documentaire sur la précarisation grandissante des emplois, le recours massif au travail temporaire et l’effritement du droit du travail qui en résulte.
- 2009 : L’Insurrection silencieuse (Canal+) : documentaire qui raconte comment des citoyens ordinaires, en marge des organisations syndicales, ont décidé de désobéir.
- 2009 : Enfumés… Comment le lobby pétrolier américain nous a fait perdre 10 ans (France 4) : enquête sur les lobbys du pétrole et de l’industrie automobile, et les actions des négationnistes climatiques.
- 2010 : Birmanie : résistance, business et secret nucléaire (Canal+) : documentaire sur le régime militaire birman et les entreprises occidentales qui leur ont fourni des technologies de surveillance. À la suite de la mise en cause d'Alcatel-Lucent[59], les associations Sherpa, Info-Birmanie et Reporters sans Frontières ont adressé une lettre à sa direction[60].
- 2010 : Wikileaks, la guerre contre le secret (Arte) : reportage sur les coulisses de cette organisation devenue l’ennemi du Pentagone.
- 2010 : Coupables indulgences, comment la hiérarchie catholique a pu protéger certains prêtres réalisé avec Pascal Henry (Canal+) : documentaire sur la position de l’Église catholique face à des milliers de cas de viols et d’abus sexuels sur des enfants commis en son sein et le rôle qu’elle a joué en couvrant des prêtres mis en cause, voire en les soustrayant à la justice.
- 2011 : Toxic Somalia, l'autre piraterie (Arte) : enquête sur les trafics de déchets toxiques. Prix spécial du jury au Festival Ilaria Alpi (du nom de la journaliste italienne assassinée en Somalie en 1994 alors qu’elle enquêtait sur le sujet) Italie, 2012. Sélectionné au FIPA Biarritz 2011, à la London Investigative Film Week 2011, au FIGRA 2011, au Prix Europa Berlin 2011 et au Festival du film écologique de Bourges 2012.
- 2011 : Wikileaks, enquête sur un contre-pouvoir réalisé avec Luc Hermann (France 5) : documentaire montrant les forces et les faiblesses de cette organisation « pro-transparence ». Cette enquête revient sur les révélations retentissantes de Wikileaks, mais aussi sur ses limites ainsi que les désaccords entre Julien Assange et son numéro 2 Daniel Domscheit-Berg qui ont conduit au départ de ce dernier.
- 2011 : Qu’avez-vous fait du 11 septembre ? réalisé avec Gilles Bovon (Planète+) : documentaire qui montre comment cette date a changé la face du monde en croisant, dix ans après, les destins individuels et la grande histoire.
- 2011 : Islam, Antéchrist et jambon beurre (Canal+) : documentaire de 52 minutes sur les « réseaux islamophobes planétaires »[61].
- 2011 : En première ligne avec la résistance syrienne réalisé avec Pedro Brito Da Fonseca (Canal+) : documentaire qui pénètre pour la première fois dans le quotidien clandestin de l’Armée syrienne libre, sept mois après la répression des manifestations par le régime de Bachar Al-Assad[62].
- 2012 : Traqués… (Canal+) : enquête sur les marchands d'armes numériques[63], ces entreprises occidentales qui n’hésitent pas à fournir à des régimes autoritaires, tels que la Libye de Khadafi ou la Syrie d’Al-Assad, des outils de surveillance, des technologies qui leur permettent de mater la dissidence qui se joue désormais sur internet et les réseaux sociaux. Les contrats mettent en cause la France[64]. Des hackers tentent de contrecarrer ces régimes en alertant les internautes révolutionnaires de la surveillance et en créant des espaces de communication protégés, les « zones libres numériques ». Sélectionné pour l'Investigative Film Week à Londres en janvier 2013.
- 2012 : Bunker cities (Arte) : documentaire sur les quartiers fermés (résidences fermées) qui se multiplient dans différents coins de la planète. Un peu partout où l’État se désengage, des murs sont érigés pour préserver les populations aisées de la misère au milieu de laquelle elles baignent, comme au Brésil ou à Toulouse. En Irak où la guerre civile fait rage, ces murs de béton enferment des centaines de milliers de citoyens pour les protéger.
- 2013 : Tabac : nos gosses sous intox (Canal+) : enquête sur la face obscure de l'industrie du tabac[65]. Alors que les méfaits du tabac ne sont plus à prouver et que les messages d’avertissement se multiplient sur les paquets, les industriels redoublent d’inventivité pour recruter de nouveaux clients, idéalement, de jeunes clients à fidéliser, tout en affirmant leurs engagements éthiques. Prix du meilleur documentaire dans la catégorie Organisations & responsabilité sociale au Deauville Green Awards 2014[66].
- 2013 : Voyage dans une guerre invisible (Canal+) : documentaire sur l'impact de la colonisation israélienne en Cisjordanie[67]. Une version plus longue (85 minutes) de ce film, intitulée Terminus Palestine, a été sélectionnée au Festival International des Droits de l’Homme à Mexico[68].
- 2014 : Bientôt dans vos assiettes (de gré ou de force…) (Canal+) : documentaire qui dévoile l'impact de l'industrie agroalimentaire OGM en Argentine, et les manœuvres du lobby pro-OGM pour imposer son modèle mondialement[69]. Prix de l'investigation de la Société civile des auteurs multimédia et Prix de l'investigation et prix du Jury Jeune au Festival international du grand reportage d'actualité du Touquet-Paris-Plage (FIGRA) 2015[70]. Prix de la meilleure œuvre au FICA Brésil 2015. Mention spéciale aux DIG Awards 2015, Italie. Sélectionné au Cine Eco 2015 au Portugal et au Festival international de l’environnement Planeta.Doc au Brésil.
- 2015 : Danse avec le FN (Canal+) : enquête qui va à la rencontre des nouveaux électeurs du Front national. Paul Moreira a passé une année avec eux pour comprendre qui ils étaient et comment, alors qu’ils étaient sympathisants des partis républicains de gauche ou de droite, ils ont rejoint les rangs du Front National. Sélectionné au FIGRA 2016 dans la catégorie « Autrement vu »[71].
- 2016 : Ukraine, les masques de la révolution (Canal+) : documentaire de 52 minutes qui montre le rôle des milices nationalistes ukrainiennes pendant les événements de Maïdan de 2014 qui ont conduit au départ du président Ianoukovitch et le danger qu'elles représentent aujourd'hui pour le nouveau gouvernement ukrainien. Le film revient également sur le drame d’Odessa du 2 mai 2014, où 45 personnes ont péri dans l’incendie de la Maison des syndicats. Ce documentaire a reçu une mention spéciale (prix de l'émission européenne d'affaires publiques) au prix Europa de Berlin[72] ainsi que le premier prix des moyens métrages internationaux au festival du cinéma politique de Buenos Aires[73].
- 2017 : Syrie : la révolution confisquée (Arte et LCP) : l'histoire d'un groupe de l'Armée Libre Syrienne chassé de Syrie par Al Qaeda. Métaphore de la confiscation de la révolution syrienne par les islamistes. Premier prix au festival italien "Terra di Tutti"[74]. Sélectionné au FIGRA[75].
- 2018 : Accros aux écrans (Envoyé spécial - France 2) une enquête réalisée avec Adèle Flaux sur les addictions aux écrans et réseaux sociaux[76].
- 2018 : Guerre de l'info : au cœur de la machine russe (Arte) : Film enquête de 90 minutes sur l'appareil de propagande russe, les trolls, les agents d'influence dans les partis d'extrême droite européens et les médias d'état. Sélectionné au Festival du Film et Forum International sur les Droits Humains de Genève[77]. Sélectionné au Tiburon International Film Festival (USA)[78].
- 2019 : Volontaires étrangers dans l'enfer de Raqqa (Arte) : documentaire de 59 minutes sur les combattants occidentaux ayant rejoint les YPG (force armée kurde durant la Guerre civile syrienne) lors de la Bataille de Raqqa en 2017.
- 2019 : Les Enfants pris au piège, enquête d'Envoyé spécial (France 2) sur le travail d'enfants en Côte d'Ivoire dans la filière cacao et la déforestation[79].
- 2022 : Au nom du maintien de l'ordre, enquête pour Arte qui tente d'éclairer les causes du glissement répressif des manifestations par la police à travers le monde[80].

## Ouvrages publiés
- 2002 : État de choc, éditions Flammarion  (ISBN 2080683535)
- 2007 : Les Nouvelles Censures, dans les coulisses de la manipulation de l'information, Éditions Robert Laffont  (ISBN 2221108639)
- 2009 : Travailler à en mourir, avec Hubert Prolongeau, éditions Flammarion[81],[82]
- 2015 : Informer n'est pas un délit, collectif de journalistes sous la direction de Fabrice Arfi et de Paul Moreira, éditions Calmann-Lévy  (ISBN 9782702158654)